# Chavannes-sur-l'Étang

Chavannes-sur-l'Étang este o comună în departamentul Haut-Rhin din estul Franței. În 2009 avea o populație de 581 de locuitori.

## Evoluția populației
| An        | 1975 | 1982 | 1990 | 1999 | 2006 | 2009 |
| --------- | ---- | ---- | ---- | ---- | ---- | ---- |
| Populație | 314  | 342  | 374  | 436  | 518  | 581  |